# Cleto Zabala
Cleto Zabala Arámbarri (Bilbao, 26 d'abril de 1847 - Madrid, 1 de gener de 1912) fou un compositor, pianista i director basc.

## Biografia
Es va iniciar en la música amb el seu pare i, poc després, amb Nicolás Ledesma, mestre de la capella de Santiago de Bilbao. A Madrid va aprendre harmonia i composició i va continuar els seus estudis de piano. Va estudiar amb Emilio Arrieta al Conservatori de Madrid. Va ser un autor bastant primerenc i a la seva tornada, va estrenar a Bilbao l'òpera La hija del pescador (1881), que va obtenir un rotund èxit, cosa que va motivar que la Diputació de Biscaia, el 1882, el bequés per ampliar els seus estudis a Itàlia. Va recórrer el país transalpí durant cinc anys i es va impregnar de música culta i popular. Durant aquesta llarga estada va compondre no poques obres íntimament lligades al folklore del Mezzogiorno. De nou en la seva terra, va ser nomenat pianista de la societat liberal El Sitio. Posteriorment, va ser nomenat director de l'Orfeó Bilbaí, més tard anomenat Societat Coral de Bilbao. Amb aquesta agrupació va aconseguir premis en concursos a San Sebastià, Gernika, Durango, Madrid i Barcelona. En els anys següents va despuntar com un dels millors autors corals del País Basc. A mitjan dècada de 1890 va girar la mirada cap al teatre líric, per la qual cosa va decidir fixar la seva residència a Madrid. Allà va treballar a Teatre Apolo i al Novetats, estrenant el 1895 les sarsueles El señor barón i El Niño de Jerez i el 1899 Varietés, sarsueles veritablement ambicioses que van despertar l'entusiasme. El 1901 va estrenar la seva òpera Marcia, posteriorment desapareguda. També és autor d'una Missa i de diverses obres corals.